# Baotou
Baotou ou Paotow é uma cidade da região autónoma da Mongólia Interior, na China. Localiza-se nas margens do rio Amarelo. Tem cerca de 1453 mil habitantes. Desenvolveu-se a partir de 1880, como centro comercial.

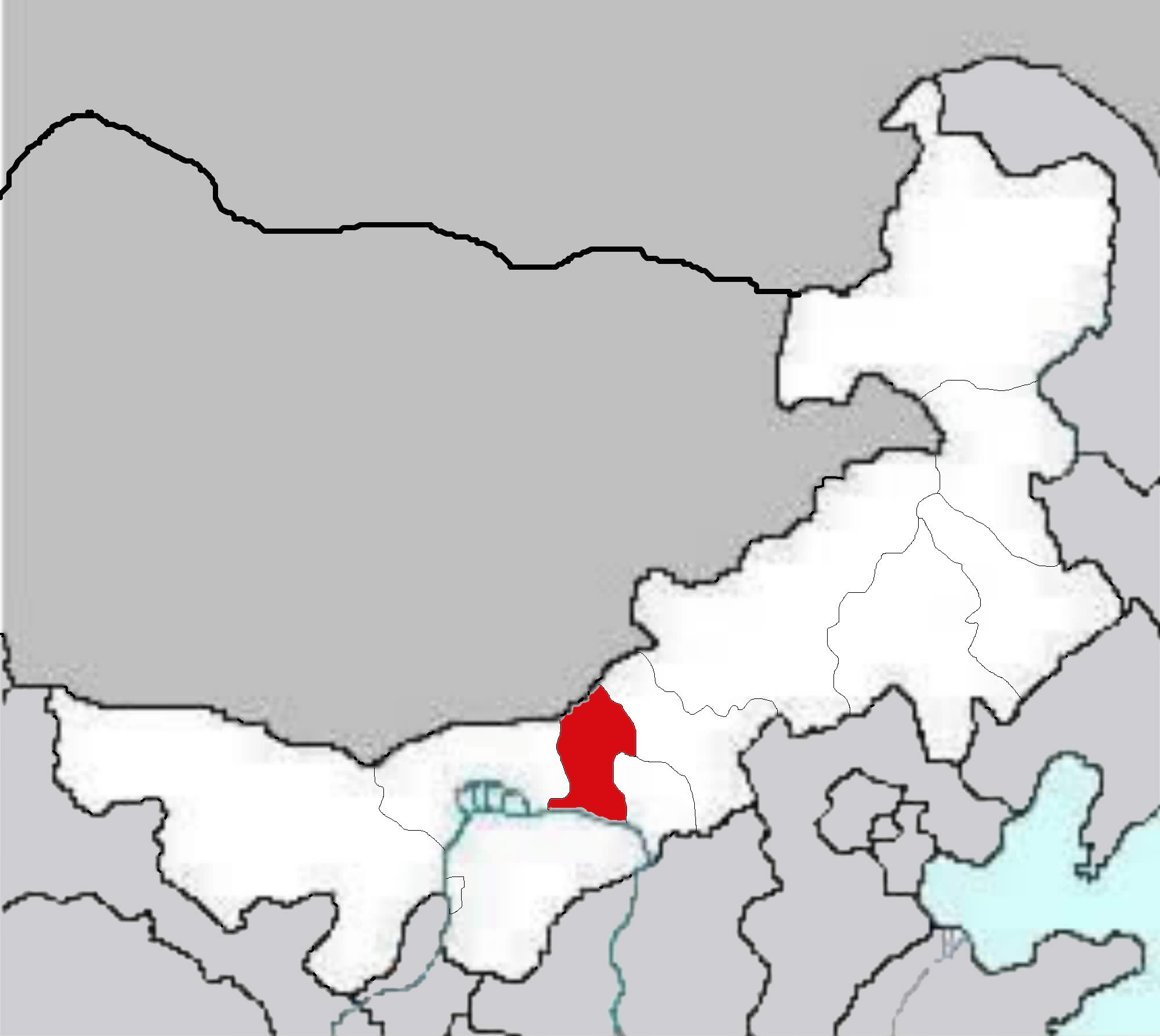
Localização de Baotou na Mongólia Interior

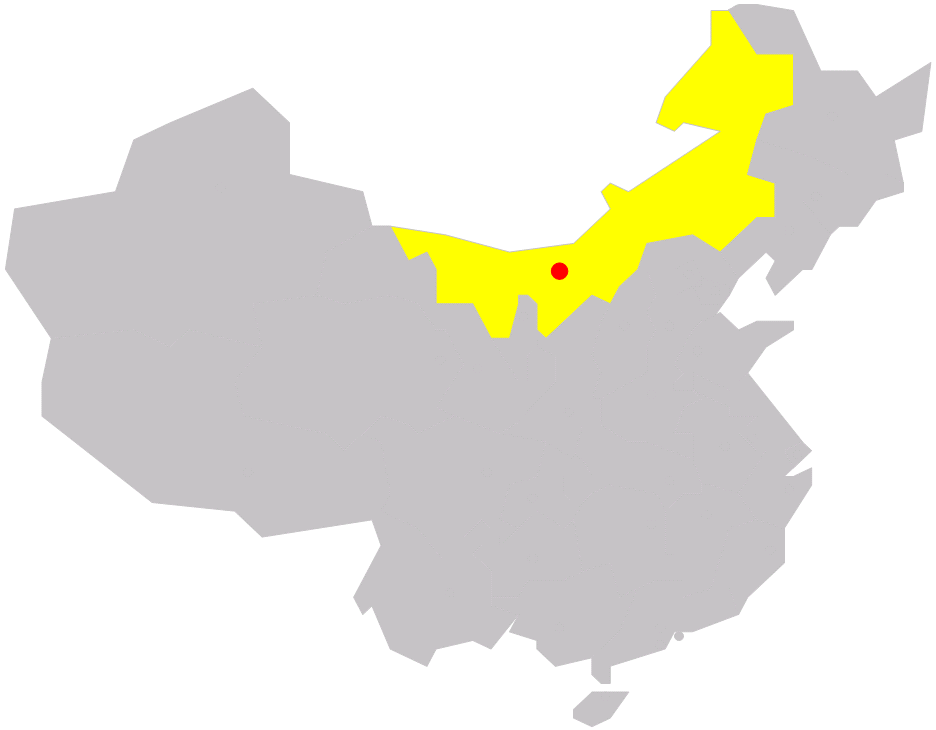
Localização de Baotou